# Ngerak Florencio
Ngerak Florencio (* 27. Juni 1983 in Koror) ist eine ehemalige palauische Sprinterin.

## Biografie
Ngerak Florencio startete bei den Olympischen Spielen 2004 in Athen im 100-Meter-Lauf, schied jedoch mit einer Zeit von 12,76 Sekunden als Siebte in ihrem Vorlauf aus.